# Wadi Rum Trail

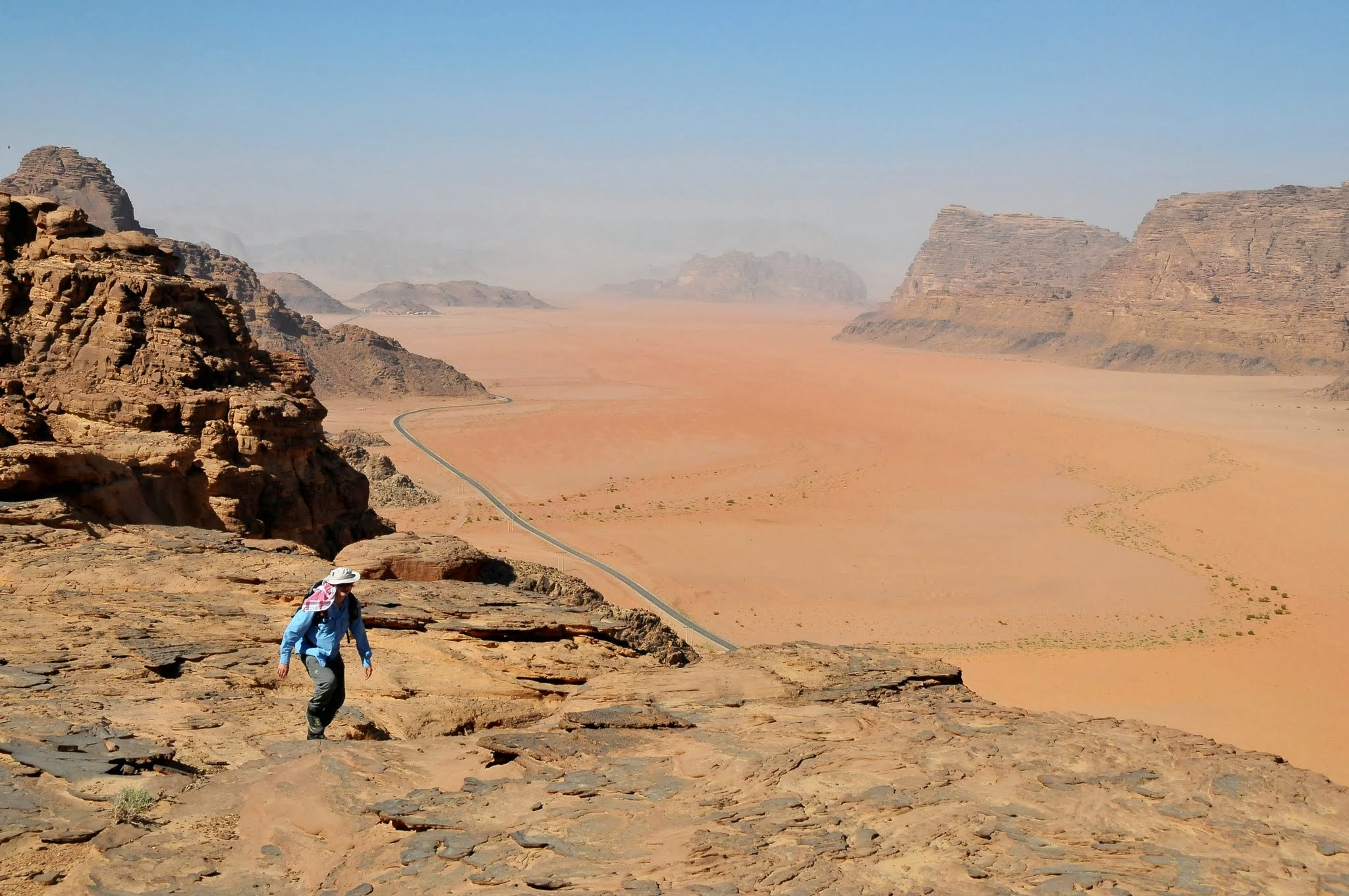

De Wadi Rum Trail is een langeafstandswandelpad in Jordanië. De route is 120 kilometer lang en loopt door de woestijn van Wadi Rum. Samen met de Sinai Trail en de Red Sea Mountain Trail vormt het pad de intercontinentale Bedouin Trail.